# Condado de Wyandot
O condado de Wyandot (em inglês: Wyandot County), fundado em 1845 que recebe seu nome dos índios wyandot, é um condado do estado estadounidense de Ohio. No ano 2000 tinha uma população de 22.908 habitantes com uma densidade populacional de 22 pessoas por km². A sede do condado é Upper Sandusky.

## Geografia
Segundo a escritório do censo o condado tem uma superfície total de 1,056 km2 (407.7 sq mi), dos que 1,051 km2 (405.8 sq mi) são terra e 5 km2 (1.9 sq mi) (0,48%) são água.

## Condados adjacentes
- Condado de Seneca - norte
- Condado de Crawford - este
- Condado de Marion - sul
- Condado de Hardin - sudoeste
- Condado de Hancock - noroeste

## Demografia
Segundo o censo do 2000 a renda per capita média dos habitantes do condado era de 38.839 dólares e o rendimento médio de uma família era de 45.173 dólares. No ano 2000 os homens tinham uns rendimentos anuais de 31.716 dólares em frente aos 22.395 dólares que percebiam as mulheres. O rendimento por habitante era de 17.170 dólares e ao redor de 5,50% da população estava abaixo a linha de pobreza nacional.

## Cidades e aldeias
- Upper Sandusky
- Carey
- Harpster
- Kirby
- Marseilles
- Nevada
- Sycamore
- Wharton